# Уплотняющая прокладка

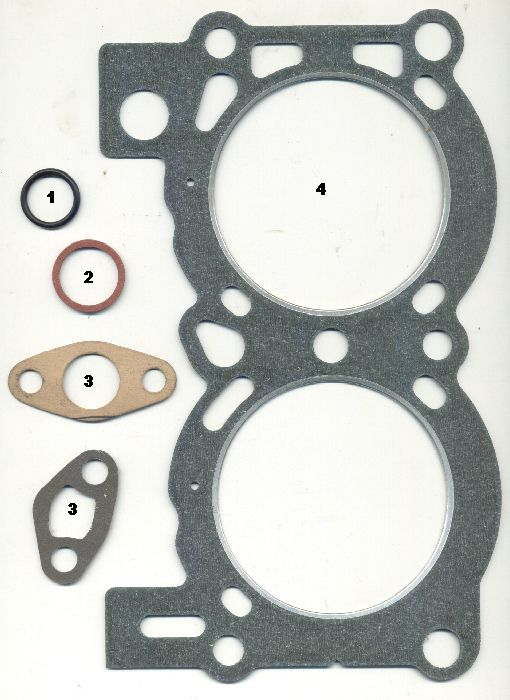
Некоторые варианты прокладок:
1) уплотнительное кольцо круглого сечения
2) волокнистая шайба
3) картонная прокладка
4) прокладка головки блока цилиндров

Уплотня́ющая прокла́дка  — деталь, торцевое уплотнение, заполняющее пространство между двумя или более сопряжёнными поверхностями при сжатии, как правило, используемое для герметизации (предотвращения утечки) на стыке объединённых объектов.

## Виды уплотняющих прокладок

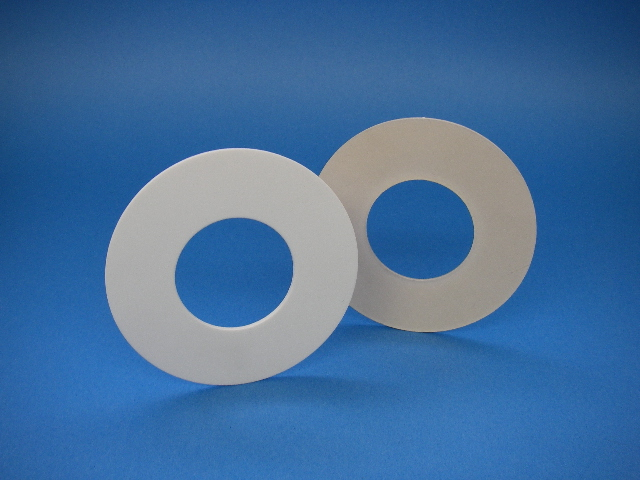
Уплотняющая прокладка из политетрафторэтилена (PTFE)

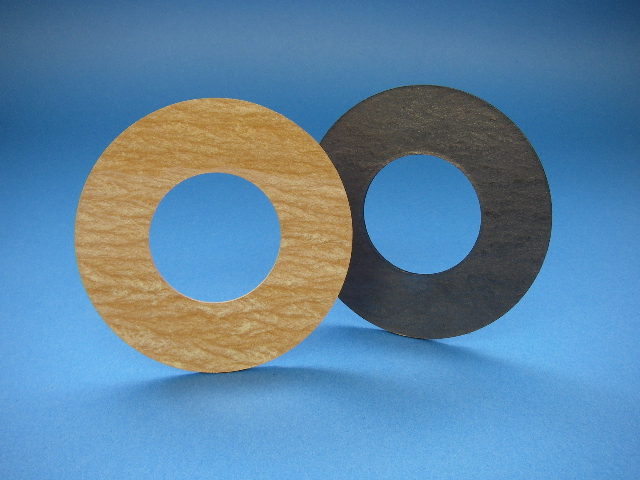
Уплотняющая прокладка из волокнистого материала

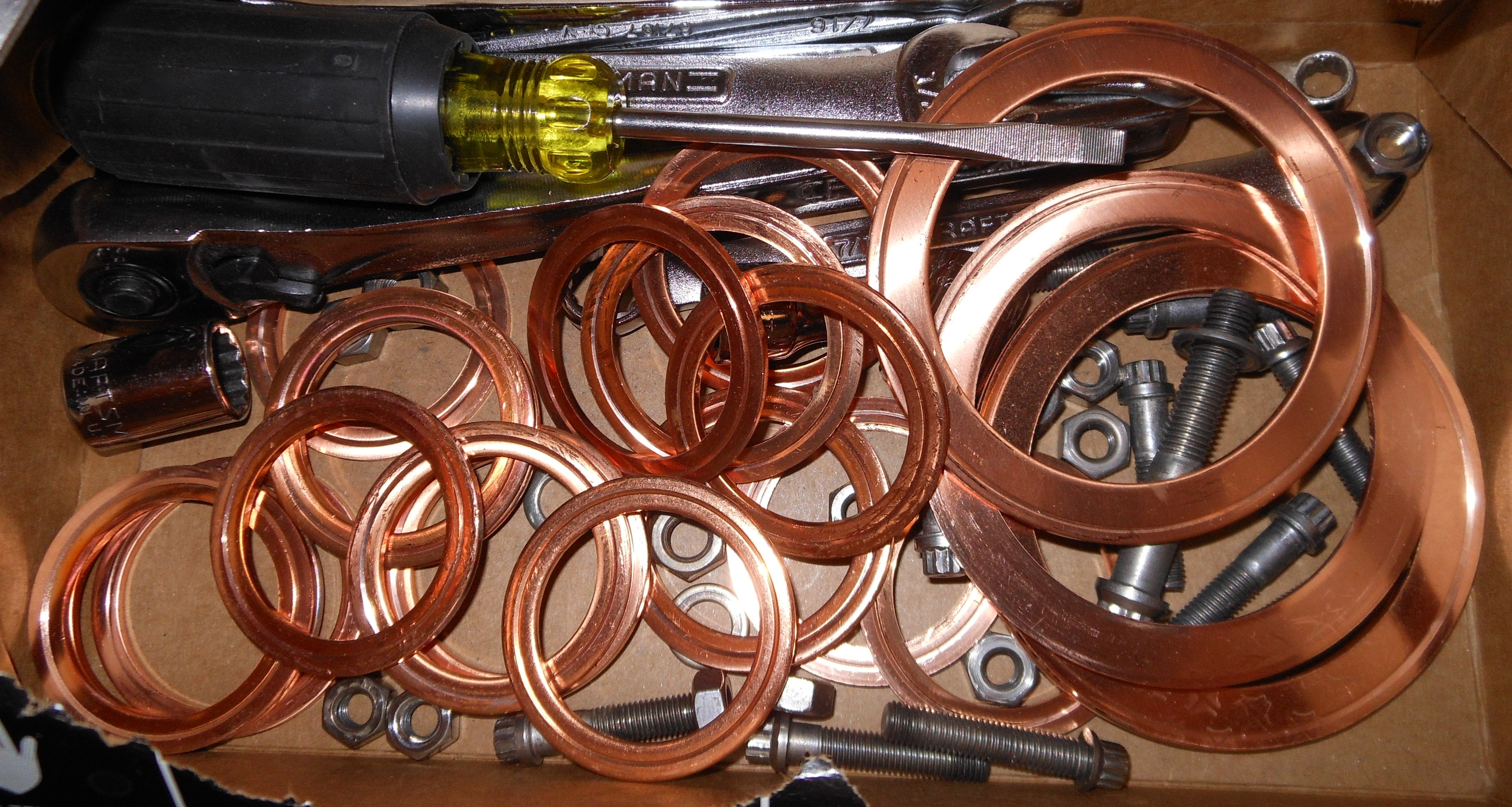
Медные прокладки фланцевых соединений систем сверхвысокого вакуума

Уплотнение неподвижных соединений используется в разнообразных сферах современной науки и техники от точного приборостроения до капитального строительства.
В капитальном строительстве применяют резиновые пористые уплотняющие прокладки (или просто — прокладки), предназначенные для уплотнения стыков сборных элементов ограждающих конструкций зданий.

### Классификация
Фланцевые прокладки (уплотнительные прокладки на стыке труб) бывают различных размеров и классифицируются согласно их внутреннему и наружному диаметру. Кроме того, создано великое множество всевозможных стандартов для уплотнительных прокладок фланцевых соединений труб. Таким образом, уплотнительные прокладки для фланцев можно разделить на 4 основные категории:
1. листовые прокладки;
2. гофрированные металлические прокладки;
3. резиновые уплотнительные кольца;
4. спирально-навитые прокладки.

#### Листовые прокладки
Плоские стыки для обеспечения герметичности чаще всего уплотняют листовыми прокладками из упругого материала. Как правило, уплотняющие прокладки устанавливают на крышки резервуаров, работающих под давлением или вакуумом, фланцы трубопроводов и так далее. Материал для изготовления прокладок выбирают в зависимости от условий работы, величины давления, температурного режима и так далее. Для уплотнения соединений общего назначения, обычно применяют прокладочную бумагу, кабельную бумагу (бумагу, пропитанную бакелитом или другими синтетическими смолами), прокладочный картон, прессшпан, резину и другие материалы. При этом наилучшими свойствами обладают прокладки из синтетических материалов (поливинилхлорид и политрифторэтилен). Для соединений, работающих в условиях высоких температур, применяют прокладочные материалы на основе асбеста (асбестовую бумагу, асбестовый картон и другие). Паропроводы чаще всего уплотняют паронитом (композитом асбеста с натуральной или синтетической резиной), который способен выдерживать температуру до 450 °С. Также при высоких температурах применяют листовые прокладки из пластичных металлов — свинца, алюминиевой и медной фольги и так далее. Однако, такого рода прокладки требуют повышенного усилия затяжки. В случае отсутствия необходимости выдерживания точного взаимного расположения соединяемых частей их собирают на мягких прокладках. При этом редко разбираемые соединения уплотняют материалами, которые расплющиваются в стыках: хлопчатобумажной ниткой, проваренной в масле; резиновыми нитками и шнурами. А для уплотнения соединений, работающих в условиях высоких температур применяют просаленные асбестовые шнуры или проволоку из свинца, алюминия или отожжённой красной меди. Кроме того, используют армированные прокладки, в которых упругий материал (резина, пластик, асбест и другие) заключены в оболочку из мягкого металла, например меди или латуни.

#### Уплотнение жёстких стыков
Возникающая в машиностроении задача уплотнения стыков типа «металл по металлу» с необходимостью соблюдения точного взаимного расположения сопрягаемых деталей решается по-разному.
Неразборные, а также редко разбираемые соединения уплотняют герметизирующими составами (бакелитом, белилами, суриком, жидким стеклом и так далее). В процессе сборки при затяжке соединения избыток герметизирующего состава выдавливается — на стыке образуется тонкая плёнка, которая практически не влияет на точность взаимного расположения сопрягаемых деталей. Следует учитывать, что соединения с использованием герметизирующих составов с трудом поддаются разборке, особенно те, которые собирают вгорячую. Особо точные разъёмные стыки типа «металл по металлу» уплотняют методом тонкой плоскостной обработки (притиркой или шабрением). Притёртые или пришабренные поверхности в процессе сборки покрывают тонким слоем герметизирующей мастики — разведённой на варёной олифе тонкотёртой краски (свинцовые белила, свинцовый сурик, охра и другие), железной пудры или серебристого графита с маслом. Также используют суспензию коллоидального графита в масле. Иногда соединяемые поверхности натирают всухую серебристым графитом.
Также для уплотнения жёстких стыков в канавках, выполненных по всей периферии стыка, устанавливают утопленные упругие прокладки прямоугольного или круглого сечения. При этом в свободном состоянии прокладка выступает над поверхностью стыка на строго определённую величину, которая зависит от материала прокладки и желаемой силы уплотнения. В процессе затяжки стыкуемые поверхности доводят до соприкосновения, при этом материал прокладки деформируется. С целью повышения степени герметичности на уплотняемых поверхностях делают мелкие канавки, в которые проникает деформируемый материал гребенчатой прокладки. Таким образом, при затяжке гребешки прокладки сминаются, образуя ряд канавок, действующих по принципу лабиринтного уплотнения, осуществляя надёжное уплотнение поверхностей.

#### Уплотнение фланцев
Осуществляют несколькими способами:
- с помощью прокладки из листового материала — подобные торцовые уплотнения заставляют увеличивать размеры фланца за счёт разноса крепёжных болтов в радиальном направлении,
- кольцевым шнуром из упругого материала (резины, пластика), заправленным в выточку на торце фланца или корпуса — однако торцовые уплотнения с канавками в теле фланца ослабляют фланец,
- наиболее удобны конструкции, в которых уплотняющий шнур заводится в выточку в теле фланца, образуя при монтаже с ним единое целое,
- уплотнения рассчитанные на действие избыточного давления основаны на манжетном эффекте: давление уплотняемой полости заставляет шнур перемещаться в суживающееся пространство канавок, тем самым увеличивая силу прижатия шнура к уплотняемым поверхностям.

### Уплотнение цилиндрических поверхностей
Цилиндрические соединения, собираемые на посадках с натягом, как правило, не нуждаются в уплотнении ибо натяг сам по себе надёжно уплотняет соединение даже в условиях значительных перепадов давления. К примеру, в местах соединения поршней со штоками подлежат уплотнению соединения, собранные на центрирующих посадках с зазором и подверженные действию давления. В таком случае уплотнение достигается либо установкой торцовых прокладок, либо установкой колец из упругого материала на цилиндрических поверхностях соединения.

### Уплотнение легкосъёмных крышек
Некоторыми особенностями обладает технология уплотнения легкосъёмных крышек (например, крышек смотровых люков, откидных дверок, устанавливаемых на петлях, шарнирах и так далее). Как правило, при этом сила прижатия невелика, а затяжка (в особенности у откидных дверок) осуществляется неравномерно. Подобные крышки традиционно уплотняют толстыми прокладками из мягких, легко сжимаемых материалов (мягкой резины, пластиков, пробки), а для удобства пользования прокладку закрепляют на одной из соединяемых деталей методом вулканизации, на клею или механическими способами.